# Saison 2007-2008 de la Jeunesse sportive de Kabylie
Pour un article plus général, voir Jeunesse sportive de Kabylie.
Maillots
Chronologie
Saison précédente Saison suivante
Cet article de traite la saison 2007-2008 de la JS Kabylie. Les matchs se déroulent essentiellement en Championnat d'Algérie de football 2007-2008, mais aussi en Coupe d'Algérie de football 2007-2008, Ligue des Champions de la CAF 2008 et en Coupe de la CAF 2008.

## Résumé de la saison 2007-2008
La JS Kabylie remporte au terme de cette saison son quatorzième titre de championnat d'Algérie de football de son histoire, confirmant ainsi son statut de meilleur club d'Algérie.

## Mercato estival 2007
Arrivées
Départs

## Mercato hivernal 2007-2008
Arrivées
- Idrissa Coulibaly (Centre Salif Keita)
- Mohamed Ziane (Le Havre)

Départs
- Sofiane Bengorine (MCO)
- Issa Traoré (libéré)
- Ramzi Bourougba (USMH)

## Effectif (2007-2008)
| \| N° \| Nom \| Poste \| Naissance \| Nationalité \| \| 26 \| Fawzi Chaouchi \| Gardien \| 1984 \| Algérie \| \| 12 \| Nabil Mazari \| Gardien \| 1984 \| Algérie \| \| 13 \| Mourad Berrefane \| Gardien \| 1986 \| Algérie \| \| 1 \| Nadir Benoufella \| Gardien \| 1987 \| Algérie \| \| \| \| \| \| \| \| 3 \| Brahim Zafour \| Défenseur \| 1977 \| Algérie \| \| 5 \| Sofiane Harkat \| Défenseur \| 1984 \| Algérie \| \| 6 \| Sid Ahmed Kheddis \| Défenseur \| 1985 \| Algérie \| \| 30 \| Mohamed Rabie Meftah \| Défenseur \| 1985 \| Algérie \| \| 4 \| Mohamed Aït Kaci \| Défenseur \| 1986 \| Algérie \| \| 20 \| Demba Barry \| Défenseur \| 1987 \| Mali \| \| 31 \| Idrissa Coulibaly \| Défenseur \| 1987 \| Mali \| \| 29 \| Yazid Meddour \| Défenseur \| 1987 \| Algérie \| \| 21 \| Nassim Oudahmane \| Défenseur \| 1987 \| Algérie \| \| \| \| \| \| \| \| 18 \| Lamara Douicher \| Milieu \| 1980 \| Algérie \| \| 8 \| Chérif Abdeslam \| Milieu \| 1978 \| Algérie \| \| 28 \| Tayeb Berramla \| Milieu \| 1985 \| Algérie \| \| 27 \| Wassiou Oladipupo \| Milieu \| 1983 \| Bénin \| \| 22 \| Nabil Hamouda \| Milieu \| 1983 \| Algérie \| \| 17 \| Nassim Dehouche \| Milieu \| 1982 \| Algérie \| \| \| \| \| \| \| \| 9 \| Youcef Saïbi \| Attaquant \| 1982 \| Algérie \| \| 11 \| Yacine Amaouche \| Attaquant \| 1979 \| Algérie \| \| 14 \| Boubeker Athmani \| Attaquant \| 1981 \| Algérie \| \| 7 \| Adlène Bensaïd \| Attaquant \| 1981 \| Algérie \| \| 19 \| Nabil Hemani \| Attaquant \| 1979 \| Algérie \| \| 24 \| Nassim Oussalah \| Attaquant \| 1981 \| Algérie \| \| 16 \| Mohamed Derrag \| Attaquant \| 1985 \| Algérie \| \| 25 \| Youcef Saadi \| Attaquant \| 1987 \| Algérie \| \| ?? \| Brahim Ziane \| Attaquant \| 1988 \| Algérie \| | Chaouchi 26 Meftah 30 Barry 20 Coulibaly 31 Oussalah 24 Abdeslam 8 Berramla 28 Dehouche 17 Amaouche 11 Derrag 16 Hemani 19 |           |           |             |
| N° | Nom | Poste     | Naissance | Nationalité |
| 26 | Fawzi Chaouchi | Gardien   | 1984      | Algérie     |
| 12 | Nabil Mazari | Gardien   | 1984      | Algérie     |
| 13 | Mourad Berrefane | Gardien   | 1986      | Algérie     |
| 1 | Nadir Benoufella | Gardien   | 1987      | Algérie     |
| | |           |           |             |
| 3 | Brahim Zafour | Défenseur | 1977      | Algérie     |
| 5 | Sofiane Harkat | Défenseur | 1984      | Algérie     |
| 6 | Sid Ahmed Kheddis | Défenseur | 1985      | Algérie     |
| 30 | Mohamed Rabie Meftah | Défenseur | 1985      | Algérie     |
| 4 | Mohamed Aït Kaci | Défenseur | 1986      | Algérie     |
| 20 | Demba Barry | Défenseur | 1987      | Mali        |
| 31 | Idrissa Coulibaly | Défenseur | 1987      | Mali        |
| 29 | Yazid Meddour | Défenseur | 1987      | Algérie     |
| 21 | Nassim Oudahmane | Défenseur | 1987      | Algérie     |
| | |           |           |             |
| 18 | Lamara Douicher | Milieu    | 1980      | Algérie     |
| 8 | Chérif Abdeslam | Milieu    | 1978      | Algérie     |
| 28 | Tayeb Berramla | Milieu    | 1985      | Algérie     |
| 27 | Wassiou Oladipupo | Milieu    | 1983      | Bénin       |
| 22 | Nabil Hamouda | Milieu    | 1983      | Algérie     |
| 17 | Nassim Dehouche | Milieu    | 1982      | Algérie     |
| | |           |           |             |
| 9 | Youcef Saïbi | Attaquant | 1982      | Algérie     |
| 11 | Yacine Amaouche | Attaquant | 1979      | Algérie     |
| 14 | Boubeker Athmani | Attaquant | 1981      | Algérie     |
| 7 | Adlène Bensaïd | Attaquant | 1981      | Algérie     |
| 19 | Nabil Hemani | Attaquant | 1979      | Algérie     |
| 24 | Nassim Oussalah | Attaquant | 1981      | Algérie     |
| 16 | Mohamed Derrag | Attaquant | 1985      | Algérie     |
| 25 | Youcef Saadi | Attaquant | 1987      | Algérie     |
| ?? | Brahim Ziane | Attaquant | 1988      | Algérie     |

## Championnat d'Algérie 2007-2008

### Classement
| Rang | Équipe                | Pts | J  | G  | N  | P  | Bp | Bc | Diff |
| ---- | --------------------- | --- | -- | -- | -- | -- | -- | -- | ---- |
| 1    | JS Kabylie (V)        | 59  | 30 | 18 | 5  | 7  | 46 | 24 | +22  |
| 2    | ASO Chlef             | 49  | 30 | 13 | 10 | 7  | 29 | 22 | +7   |
| 3    | ES Setif(T)           | 43  | 30 | 12 | 8  | 10 | 32 | 27 | +5   |
| 4    | USM Alger             | 42  | 30 | 12 | 6  | 12 | 32 | 27 | +5   |
| 5    | USM Annaba (p)        | 42  | 30 | 12 | 6  | 12 | 36 | 37 | -1   |
| 6    | MC Saïda (P)          | 42  | 30 | 11 | 9  | 10 | 32 | 38 | -6   |
| 7    | MC Alger              | 39  | 30 | 9  | 12 | 9  | 26 | 25 | +1   |
| 8    | JSM Béjaïa (CdA)      | 39  | 30 | 9  | 12 | 9  | 38 | 40 | -2   |
| 9    | AS Khroub (P)         | 39  | 30 | 10 | 9  | 11 | 26 | 28 | -2   |
| 10   | CR Belouizdad         | 38  | 30 | 8  | 14 | 8  | 21 | 21 | 0    |
| 11   | NA Hussein Dey        | 38  | 30 | 10 | 8  | 12 | 35 | 38 | -3   |
| 12   | CA Bordj Bou Arreridj | 38  | 30 | 10 | 8  | 12 | 25 | 28 | -3   |
| 13   | USM Blida             | 37  | 30 | 9  | 10 | 11 | 33 | 34 | -1   |
| 14   | MC Oran               | 37  | 30 | 10 | 7  | 13 | 28 | 34 | -6   |
| 15   | OMR El Anasser        | 36  | 30 | 9  | 9  | 12 | 25 | 30 | -5   |
| 16   | WA Tlemcen            | 30  | 30 | 7  | 9  | 14 | 28 | 39 | -11  |

### Matchs
| Djezzy D1 : Journée 1    | USM Alger | 1-0 | JS Kabylie |             |             |
| 23 août 2007 16:00 UTC+1 |           |     |            | Arbitrage : | Arbitrage : |

| Djezzy D1 : Journée 2         | USM Annaba | 2-2 | JS Kabylie |             |             |
| 10 septembre 2007 20:00 UTC+1 |            |     |            | Arbitrage : | Arbitrage : |

| Djezzy D1 : Journée 3        | JS Kabylie | 2-0 | MC Saïda | Stade du 1er novembre 1954 (Tizi Ouzou) |             |
| 6 septembre 2007 16:00 UTC+1 |            |     |          | Arbitrage :                             | Arbitrage : |

| Djezzy D1 : Journée 4         | JSM Béjaïa | 2-4 | JS Kabylie |             |             |
| 14 septembre 2007 14:30 UTC+1 |            |     |            | Arbitrage : | Arbitrage : |

| Djezzy D1 : Journée 5         | JS Kabylie | 2-0 | OMR El Anasser | Stade du 1er novembre 1954 (Tizi Ouzou) |             |
| 20 septembre 2007 14:00 UTC+1 |            |     |                | Arbitrage :                             | Arbitrage : |

| Djezzy D1 : Journée 6      | MC Oran | 1-2 | JS Kabylie |             |             |
| 8 octobre 2007 22:00 UTC+1 |         |     |            | Arbitrage : | Arbitrage : |

| Djezzy D1 : Journée 7       | JS Kabylie | 2-2 | USM Blida | Stade du 1er novembre 1954 (Tizi Ouzou) |             |
| 18 octobre 2007 14:30 UTC+1 |            |     |           | Arbitrage :                             | Arbitrage : |

| Djezzy D1 : Journée 8       | MC Alger | 0-2 | JS Kabylie |             |             |
| 25 octobre 2007 19:00 UTC+1 |          |     |            | Arbitrage : | Arbitrage : |

| Djezzy D1 : Journée 9       | JS Kabylie | 6-1 | WA Tlemcen | Stade du 1er novembre 1954 (Tizi Ouzou) |             |
| 29 octobre 2007 14:30 UTC+1 |            |     |            | Arbitrage :                             | Arbitrage : |

| Djezzy D1 : Journée 10      | ASO Chlef | 2-0 | JS Kabylie |             |             |
| 9 novembre 2007 14:30 UTC+1 |           |     |            | Arbitrage : | Arbitrage : |

| Djezzy D1 : Journée 11       | JS Kabylie | 1-0 | ES Sétif | Stade du 1er novembre 1954 (Tizi Ouzou) |             |
| 15 novembre 2007 14:30 UTC+1 |            |     |          | Arbitrage :                             | Arbitrage : |

| Djezzy D1 : Journée 12       | NA Hussein Dey | 0-0 | JS Kabylie |             |             |
| 23 novembre 2007 14:30 UTC+1 |                |     |            | Arbitrage : | Arbitrage : |

| Djezzy D1 : Journée 13      | JS Kabylie | 2-1 | AS Khroub | Stade du 1er novembre 1954 (Tizi Ouzou) |             |
| 7 décembre 2007 14:30 UTC+1 |            |     |           | Arbitrage :                             | Arbitrage : |

| Djezzy D1 : Journée 14       | CR Belouizdad | 0-0 | JS Kabylie |             |             |
| 13 décembre 2007 14:30 UTC+1 |               |     |            | Arbitrage : | Arbitrage : |

| Djezzy D1 : Journée 15       | JS Kabylie | 1-0 | CA Bordj Bou Arreridj | Stade du 1er novembre 1954 (Tizi Ouzou) |             |
| 24 décembre 2007 14:30 UTC+1 |            |     |                       | Arbitrage :                             | Arbitrage : |

| Djezzy D1 : Journée 16      | JS Kabylie | 1-0 | USM Alger | Stade du 1er novembre 1954 (Tizi Ouzou) |             |
| 14 janvier 2008 14:30 UTC+1 |            |     |           | Arbitrage :                             | Arbitrage : |

| Djezzy D1 : Journée 17      | JS Kabylie | 1-0 | USM Annaba | Stade du 1er novembre 1954 (Tizi Ouzou) |             |
| 18 janvier 2008 15:00 UTC+1 |            |     |            | Arbitrage :                             | Arbitrage : |

| Djezzy D1 : Journée 18      | MC Saïda | 3-2 | JS Kabylie |             |             |
| 24 janvier 2008 14:30 UTC+1 |          |     |            | Arbitrage : | Arbitrage : |

| Djezzy D1 : Journée 19      | JS Kabylie | 4-2 | JSM Béjaïa | Stade du 1er novembre 1954 (Tizi Ouzou) |             |
| 31 janvier 2008 14:30 UTC+1 |            |     |            | Arbitrage :                             | Arbitrage : |

| Djezzy D1 : Journée 20     | OMR El Anasser | 1-0 | JS Kabylie |             |             |
| 8 février 2008 15:00 UTC+1 |                |     |            | Arbitrage : | Arbitrage : |

| Djezzy D1 : Journée 21      | JS Kabylie | 2-0 | MC Oran | Stade du 1er novembre 1954 (Tizi Ouzou) |             |
| 14 février 2008 14:30 UTC+1 |            |     |         | Arbitrage :                             | Arbitrage : |

| Djezzy D1 : Journée 22      | USM Blida | 1-1 | JS Kabylie |             |             |
| 29 février 2008 15:00 UTC+1 |           |     |            | Arbitrage : | Arbitrage : |

| Djezzy D1 : Journée 23  | JS Kabylie | 1-0 | MC Alger | Stade du 1er novembre 1954 (Tizi Ouzou) |             |
| 6 mars 2008 14:30 UTC+1 |            |     |          | Arbitrage :                             | Arbitrage : |

| Djezzy D1 : Journée 24   | WA Tlemcen | 1-0 | JS Kabylie |             |             |
| 13 mars 2008 14:30 UTC+1 |            |     |            | Arbitrage : | Arbitrage : |

| Djezzy D1 : Journée 25   | JS Kabylie | 1-0 | ASO Chlef | Stade du 1er novembre 1954 (Tizi Ouzou) |             |
| 31 mars 2008 14:30 UTC+1 |            |     |           | Arbitrage :                             | Arbitrage : |

| Djezzy D1 : Journée 26    | ES Sétif | 0-3 | JS Kabylie |             |             |
| 18 avril 2008 18:00 UTC+1 |          |     |            | Arbitrage : | Arbitrage : |

| Djezzy D1 : Journée 27    | JS Kabylie | 3-0 | NA Hussein Dey | Stade du 1er novembre 1954 (Tizi Ouzou) |             |
| 21 avril 2008 14:30 UTC+1 |            |     |                | Arbitrage :                             | Arbitrage : |

| Djezzy D1 : Journée 28 | AS Khroub | 2-0 | JS Kabylie |             |             |
| 5 mai 2008 14:30 UTC+1 |           |     |            | Arbitrage : | Arbitrage : |

| Djezzy D1 : Journée 29  | JS Kabylie | 1-0 | CR Belouizdad | Stade du 1er novembre 1954 (Tizi Ouzou) |             |
| 12 mai 2008 14:30 UTC+1 |            |     |               | Arbitrage :                             | Arbitrage : |

| Djezzy D1 : Journée 30  | CA Bordj Bou Arreridj | 2-0 | JS Kabylie |             |             |
| 26 mai 2008 14:30 UTC+1 |                       |     |            | Arbitrage : | Arbitrage : |

## Compétitions africaines

### Ligue des Champions de la CAF 2008
Pour cette saison 2007-2008, la JSK est encore en lutte pour le titre  lorsqu'elle commence la compétition en Ligue des  champions, le 21 mars 2008. Elle commencera la compétition, au deuxième tour cette fois-ci, l'équivalent des seizièmes de finale. En effet  elle sera exempt de premier tour, en raison de ses bons résultats lors  des éditions précédentes, malgré son statut de dauphin du champion  d'Algérie, l' ES  Sétif. Pour son premier match  elle sera opposée à la formation ghanéenne de l'Ashanti  Gold SC.
Malgré  son statut de "vice-champion  d'Algérie" en titre, et de "quart de finaliste" de l'édition  précédente, la JSK dispute donc son douzième seizième de finale de son histoire, pour sa quatrième participation consécutive. C'est la dixième fois de son histoire que le club  entame la C1 par le stade des seizièmes de finale de la compétition, mais la deuxième fois seulement dans le format "Ligue des Champions".  Il s'agit  également de sa douzième participation à cette prestigieuse compétition, mais dix-huitième toutes compétitions africaines  confondues.
| C1 : 16e de finale Match aller | JS Kabylie | 3-0     | Ashanti Gold SC | Stade du 1er novembre 1954 (Tizi Ouzou) |                          |
| 21 mars 2008                   | Amaouche 3e · Hemani 9e 53e | (2-0)   | | Arbitrage : Djamel Nbiya                | Arbitrage : Djamel Nbiya |
| 21 mars 2008                   | Rapport |         | | Arbitrage : Djamel Nbiya                | Arbitrage : Djamel Nbiya |
| 21 mars 2008                   | Chaouchi - Meftah, Coulibaly, Kheddis, Douicher - Abdeslam, Dehouche, Berramla - Amaouche (Wassiou 76e), Bensaïd (Derrag 65e), Hemani (Saïbi 89e) | Équipes | Dawda, Bafoué, Garida, Addy (Qaye 47e), Mensah, Ansah, Sefa, Adu Poizu (Sany 63e), Wakaso, Asamoah (Soumayla 76e), Telsere | Arbitrage : Djamel Nbiya                | Arbitrage : Djamel Nbiya |

| C1 : 16e de finale Match retour | Ashanti Gold SC | 0-0     | JS Kabylie | Stade Len Clay (Obuasi)  |                          |
| 4 avril 2008                    | | (0-0)   | | Arbitrage : Djamel Nbiya | Arbitrage : Djamel Nbiya |
| 4 avril 2008                    | Rapport |         | | Arbitrage : Djamel Nbiya | Arbitrage : Djamel Nbiya |
| 4 avril 2008                    | Chaouchi - Meftah, Coulibaly, Kheddis, Douicher - Abdeslam, Dehouche, Berramla - Amaouche (Wassiou 76e), Bensaïd (Derrag 65e), Hemani (Saïbi 89e) | Équipes | Dawda, Bafoué, Garida, Addy (Qaye 47e), Mensah, Ansah, Sefa, Adu Poizu (Sany 63e), Wakaso, Asamoah (Soumayla 76e), Telsere | Arbitrage : Djamel Nbiya | Arbitrage : Djamel Nbiya |

| C1 : 8e de finale Match aller | Cotonsport Garoua                                                                                      | 3-0     | JS Kabylie | Stade Omnisports Roumde Adjia (Garoua) |                            |
| 27 avril 2008                 | Zaoua 21e (pen.) · Kamilou 44e 58e                                                                     | (2-0)   | | Arbitrage : Mhango Iwandja             | Arbitrage : Mhango Iwandja |
| 27 avril 2008                 | Rapport                                                                                                |         | | Arbitrage : Mhango Iwandja             | Arbitrage : Mhango Iwandja |
| 27 avril 2008                 | Daouda, Ahmadou, Ndzana, Gaha, Kingue, Makadi, Abdoul, Ousmaïla, Zaoua, Oumarou, Kamilou (Bayenne 85e) | Équipes | Chaouchi - Meftah, Barry, Coulibaly, Douicher - Hamouda, Abdeslam, Dehouche - Berramla (Aït Kaci 82e) - Amaouche, Saïbi (Bensaïd 50e) | Arbitrage : Mhango Iwandja             | Arbitrage : Mhango Iwandja |

| C1 : 8e de finale Match retour | JS Kabylie                                                                                                | 2-1     | Cotonsport Garoua                                                                                      | Stade du 1er novembre 1954 (Tizi Ouzou) |                            |
| 9 mai 2008                     | Bensaïd 6e · Chaouchi 89e (pen.)                                                                          | (1-1)   | 45e Zaoua                                                                                              | Arbitrage : Mohamed Jedidi              | Arbitrage : Mohamed Jedidi |
| 9 mai 2008                     | Rapport                                                                                                   |         | | Arbitrage : Mohamed Jedidi              | Arbitrage : Mohamed Jedidi |
| 9 mai 2008                     | Chaouchi - Meftah, Barry, Coulibaly, Douicher - Abdeslam, Dehouche - Derrag - Wassiou - Amaouche, Bensaid | Équipes | Daouda, Ahmadou, Ndzana, Gaha, Kingue, Makadi, Abdoul, Ousmaïla, Zaoua, Oumarou, Kamilou (Bayenne 85e) | Arbitrage : Mohamed Jedidi              | Arbitrage : Mohamed Jedidi |

Après avoir vaincu le club ghanéen de l'Ashanti Gold SC  en seizième  de finale, la JSK est finalement battue en huitième de finale face à la redoutable formation  camerounaise du Cotonsport Garoua. Elle conclut cette première phase en s'inclinant face aux camerounais sur le score de trois buts à zéro, à  l'aller au Cameroun, malgré une victoire deux buts à un au retour, à domicile. La JSK ne se qualifie donc pas pour la phase de poule des quarts de finale de la compétition, mais sera reversée dans la seconde compétition africaine des clubs, la "Coupe de la Confédération".
C'est la quatrième fois de son histoire que la JSK  s'arrête en huitième de finale de la C1, mais la première fois dans le nouveau système "Ligue des Champions".

### Coupe de la confédération 2008
La Jeunesse sportive de Kabylie jouera huit matchs dans cette compétition, et ce sera de son 30e à son 37e match en C3 africaine.
| C3 : 8e de finale Match aller | JS Kabylie | 1-1     | Astres de Douala                                                                      | Stade du 1er novembre 1954 (Tizi Ouzou) |                          |
| 11 juillet 2008               | Bensaïd 90e | (0-1)   | 45e Mvongo                                                                            | Arbitrage : Pare Lassina                | Arbitrage : Pare Lassina |
| 11 juillet 2008               | Rapport |         |                                                                                       | Arbitrage : Pare Lassina                | Arbitrage : Pare Lassina |
| 11 juillet 2008               | Chaouchi - M. Meftah, Aït Kaci, I. Coulibaly, Douicher - Abdeslam, Dehouche (Bensaïd 46e), Berramla (Hamouda) - Amaouche, Wassiou, Derrag. | Équipes | Nyame, Kingue, Bikima, Ncha, Mbanga, Mvongo, Ndong, Dalle, Lukong, Nyamsi, Myanguele. | Arbitrage : Pare Lassina                | Arbitrage : Pare Lassina |

| C3 : 8e de finale Match retour | Astres de Douala                                                                                                 | 0-1     | JS Kabylie | Stade de la Réunification (Douala) |                             |
| 27 juillet 2008                | | (0-0)   | 77e Berramla | Arbitrage : Doue Noumandiez        | Arbitrage : Doue Noumandiez |
| 27 juillet 2008                | Rapport |         | | Arbitrage : Doue Noumandiez        | Arbitrage : Doue Noumandiez |
| 27 juillet 2008                | Nyamé, Bikima, Eyidi, Nyamsi, Ncha, Seugang, Eyengue, Nguegom (Dzou 82e), Mvondo, Owona, Mangolo (Myanguele 50e) | Équipes | Chaouchi - M. Meftah, Aït Kaci, Coulibaly, Oussalah - Hamouda, Abdeslam, Douicher (Amaouche 58e) - Berramla - Bensaïd (Chebbah 90e), Derrag (Wassiou 58e) | Arbitrage : Doue Noumandiez        | Arbitrage : Doue Noumandiez |

Phase des poules
| Groupe B |                 |     |   |   |   |   |    |    |       |
|          | Club            | Pts | J | V | N | D | B+ | B- | Diff. |
| 1        | Étoile du Sahel | 10  | 6 | 3 | 1 | 2 | 8  | 6  | +2    |
| 2        | Al Merreikh     | 9   | 6 | 3 | 0 | 3 | 9  | 8  | +1    |
| 3        | JS Kabylie      | 9   | 6 | 3 | 0 | 3 | 8  | 9  | -1    |
| 4        | Asante Kotoko   | 7   | 6 | 2 | 1 | 3 | 7  | 9  | -2    |

| 16 août      | Al Merreikh     | 3 | 1 | JS Kabylie      |
| 29 août      | JS Kabylie      | 1 | 0 | Étoile du Sahel |
| 13 septembre | Asante Kotoko   | 3 | 1 | JS Kabylie      |
| 21 septembre | JS Kabylie      | 2 | 0 | Asante Kotoko   |
| 5 octobre    | JS Kabylie      | 3 | 1 | Al Merreikh     |
| 18 octobre   | Étoile du Sahel | 2 | 0 | JS Kabylie      |

## Coupe nord-africaine des clubs champions 2008
Durant la saison 2008-2009, la JSK champion d'Algérie en titre, participera à la première édition de la coupe Nord-Africaine des clubs champions. Elle s'inclinera en demi-finale face au club marocain du nom de FAR de Rabat; et terminera troisième ex æquo en compagnie du club libyen Al Ahly Tripoli après avoir fait match nul contre celui-ci. 

### Demi-finale
| Match | Tour                 | Qualifié      | Éliminé            | Score |
| ----- | -------------------- | ------------- | ------------------ | ----- |
| 01    | Demi-finale A Aller  | FAR de Rabat  | JS Kabylie         | 1-1   |
| 02    | Demi-finale A Retour | FAR de Rabat  | JS Kabylie         | 1-0   |
| -     | Demi-finale B Aller  | Club africain | Al Ittihad Tripoli | 2-1   |
| -     | Demi-finale B Retour | Club africain | Al Ittihad Tripoli | 1-1   |

### Match de classement
| Match | Tour            | Troisième          | Troisième  | Score |
| ----- | --------------- | ------------------ | ---------- | ----- |
| 03    | Troisième Place | Al Ittihad Tripoli | JS Kabylie | 1-1   |

Une polémique a eu lieu concernant ce match de classement. Au terme de la rencontre, alors que l'arbitre et les joueurs libyens se préparaient pour la séance de tirs au but, la JSK refusa de jouer la séance de pénalty estimant qu'avec ce but marqué à l'extérieur, il comptait double et donc celle-ci devait logiquement remporter le match. Néanmoins cette règle n'est possible que sur des matchs aller et retour, or il n'y eut qu'un seul match.
Ce match de classement posa un gros problème, car chacune des deux équipes n'avait pas tort, et la prime allouée au troisième est plus importante que celle allouée au quatrième. Il fut cependant décidé que ce match sans vainqueur et sans moyen de les départager serait considéré comme étant nul, entrainant les deux équipes de cette première édition à la troisième place du classement ex-æquo.

### Classement final
| Édition   | Vainqueur     | Deuxième     | Troisième ex æquo             |
| --------- | ------------- | ------------ | ----------------------------- |
| 2008-2009 | Club africain | FAR de Rabat | JS Kabylie et Al Ahly Tripoli |

Sur deux participations en coupe régionale pour le moment, la JS Kabylie a fini au mieux à la deuxième place, au pire à la troisième place de cette compétition.

## Buteurs
| No.       | Nat.                 | Player               | Pos.      | L 1 | AC | CL 1 | CC 3 | TOTAL |
| --------- | -------------------- | -------------------- | --------- | --- | -- | ---- | ---- | ----- |
| 19        | Drapeau de l'Algérie | Nabil Hemani         | FW        | 16  | 0  | 3    | 0    | 19    |
| 7         | Drapeau de l'Algérie | Adlène Bensaïd       | FW        | 7   | 0  | 1    | 1    | 9     |
| 11        | Drapeau de l'Algérie | Yacine Amaouche      | MF        | 5   | 0  | 1    | 0    | 6     |
| 14        | Drapeau de l'Algérie | Boubeker Athmani     | FW        | 4   | 1  | 1    | 0    | 6     |
| 28        | Drapeau de l'Algérie | Tayeb Berramla       | MF        | 2   | 0  | 0    | 1    | 3     |
| 31        | Drapeau du Mali      | Idrissa Coulibaly    | DF        | 2   | 0  | 0    | 0    | 2     |
| 16        | Drapeau de l'Algérie | Mohamed Derrag       | FW        | 2   | 0  | 1    | 0    | 2     |
| 30        | Drapeau de l'Algérie | Mohamed Rabie Meftah | DF        | 1   | 0  | 0    | 0    | 1     |
| 20        | Drapeau du Mali      | Demba Barry          | DF        | 1   | 0  | 0    | 0    | 1     |
| 9         | Drapeau de l'Algérie | Youcef Saïbi         | FW        | 1   | 0  | 1    | 0    | 1     |
| 26        | Drapeau de l'Algérie | Faouzi Chaouchi      | GK        | 0   | 0  | 1    | 0    | 1     |
| Own Goals | Own Goals            | Own Goals            | Own Goals | 0   | 0  | 0    | 0    | 0     |
| Totals    | Totals               | Totals               | Totals    | 46  | 1  | 9    | 2    | 58    |